# Pétrola
Pétrola község Spanyolországban, Albacete tartományban. Lakosainak száma 665 fő (2024).

## Földrajza
Pétrola Chinchilla de Monte-Aragón, Corral-Rubio és Fuente-Álamo községekkel határos.

## Népesség
A település lakosságának változását az alábbi diagram mutatja:
| Lakosok száma | 917  | 875  | 835  | 839  | 843  | 744  | 713  | 692  | 676  | 665  |
|               | 2001 | 2004 | 2006 | 2009 | 2011 | 2014 | 2016 | 2019 | 2021 | 2024 |